# Dadarsi (general)
Dadarsi (en persa antiguo: Dâdarši) (¿-?), fue un general armenio servidor de Darío I de Persia, conocido por haber dirigido con éxito una expedición contra los armenios rebeldes en el 521 a. C.

## Contexto histórico
En marzo del 522 a. C., un mago llamado Gaumata obtuvo el poder en el imperio persa haciéndose pasar por Esmerdis, el hermano del rey Cambises II. Gaumata pudo hacerlo ya que el Esmerdis verdadero había sido secretamente asesinado por orden de su hermano. Inmediatamente Cambises marchó contra el usurpador, pero murió antes de llegar a Persia. El falso Esmerdis pudo así gobernar.
Ótanes, hermano de la madre de Cambises y Esmerdis, fue el primero en sospechar del engaño. Ótanes invitó a Aspatines y Gobrias a tratar el asunto. Juntos decidieron compartir el secreto con otros tres conspiradores: Hidarnes, Intafrenes y Megabizo I. Estaban todos haciendo planes cuando llegó Darío I y se les añadió. Convenció a los otros de que lo mejor era actuar inmediatamente. Así, el 29 de septiembre del 522 a. C., mataron al falso Esmerdis. Darío fue nombrado rey.
Tras la ascensión de Darío, algunas provincias se rebelaron. Las revueltas más importantes fueron las de Babilonia bajo el mando de Nabucodonosor III y Media bajo el liderazgo de Fraortes. Esta última se extendió al este de Partia y al norte de Armenia.

## General de Darío
Esta era la situación militar cuando Darío nombró a Dadarsi comandante de uno de los dos ejércitos que debían hacerse cargo de la rebelión en Armenia. El otro ejército era comandado por Vaumisa. Éste se movió al corazón de Armenia. Dadarsi, en cambio, marchó a lo largo del río Éufrates para asegurar las rutas a Siria y Lidia.
Vaumisa derrotó a sus enemigos en Izalâ, a 80 km al norte de la moderna Arbil el 31 de diciembre del 522 a. C. Por el momento, eso fue suficiente. Los armenios no podían bajar al país entre el río Tigris y el Éufrates. Después de que Darío hubo derrotado igualmente a los medos, Vaumisa pudo seguir el curso del Gran Zab y Dadarsi inició la segunda ofensiva. Derrotó a los armenios el 20 de mayo del 521 a. C. cerca de Zuzza, el 30 de mayo en Tigra, donde 546 armenios perecieron, y el 20 de junio en Uyamâ, donde 427 guerreros enemigos cayeron en la batalla. Esto, unido a una segunda victoria de Vaumisa nueve días antes, significó el fin de la revuelta en Armenia.